# Jorge Gutiérrez (boxe anglaise)
Pour les articles homonymes, voir Jorge Gutiérrez.
Jorge Gutierrez est un boxeur cubain né le 18 septembre 1975 à Camagüey.

## Carrière
Médaillé d'or aux Jeux panaméricains de Winnipeg en 1999 dans la catégorie super welters et médaillé d'argent la même année aux championnats du monde de Houston, il devient champion olympique aux Jeux de Sydney en 2000 en poids moyens.

## Parcours auxJeux olympiques
Jeux olympiques d'été de 2000 à Sydney (poids moyens) :
- Bat Somchai Chimlum (Thaïlande) aux points 20-11
- Bat Antonios Giannoulas (Grèce) aux points 20-7
- Bat Adrian Diaconu (Roumanie) par KO au 1er round
- Bat Vugar Alekperov (Azerbaïdjan) aux points 19-9
- Bat Gaydarbek Gaydarbekov (Russie) aux points 17-15